# Pauline van Rhenen
Paulina (Pauline) van Rhenen (Haarlem, 15 maart 1946) is een Nederlands actrice.
Pauline van Rhenen doorliep de HBS en studeerde aan de toneelschool in Amsterdam. In 1970 debuteerde zij bij Theater Wim Zomer. Vervolgens was zij bijna tien jaar verbonden aan toneelgroep Theater. In 1979 won zij voor haar vertolking van Vittoria in Het buitenverblijf de Colombina (prijs voor beste vrouwelijke bijrol).
Behalve in het theater, was Van Rhenen eveneens werkzaam voor de radio en speelde zij in de films Flanagan (1975) en Een brug te ver (1977). Van 1994 tot 2004 speelde zij de rol van Aafke Reitsema in de soapserie Onderweg naar morgen.
Begin 2008 was Pauline te zien als de moeder van Oberon van Ravenzwaai (Antonie Kamerling) in Voetbalvrouwen. In 2009 speelde ze de rol van Adolphine van Heeckeren in de vierdelige dramaserie Juliana, over het leven van prinses Juliana.
Pauline van Rhenen is gehuwd geweest met acteur Wik Jongsma.